# Adam Silver
Pour les articles homonymes, voir Silver.
Adam Silver est un avocat américain et le commissioner (président) de la National Basketball Association (NBA). Il occupe ce poste depuis le 1er février 2014. Il succède à David Stern.

## Jeunesse
Silver a grandi au nord de New York dans le comté de Westchester, il est le fils d'un associé à Proskauer Rose. Depuis son enfance, Silver est un fan des Knicks de New York.
Il est diplômé de l'université Duke en 1984 et a reçu également en 1988 un diplôme en droit de l'université de Chicago. Avant de rejoindre la NBA, il servit en tant qu'associé de contentieux à Cravath, Swaine & Moore (en), un cabinet juridique de New York. Silver a également travaillé en tant qu'assistant de justice de la juge fédérale américaine Kimba Wood (en).

## Carrière
Silver a commencé à travailler pour la NBA en 1992. Avant d'occuper ses fonctions actuelles, Silver occupait les postes d'assistant spécial du commissionnaire, senior vice-président senior de NBA Entertainment (en) puis président de NBA Entertainment. Silver fut le producteur exécutif du film IMAX Michael Jordan to the Max et du documentaire de la chaîne américaine TNT Whatever Happened to Micheal Ray?. Il a également travaillé sur les films Like Mike et Year of the Yao.
Selon The Sporting News, Silver fait partie des 100 personnes les plus puissantes dans le monde du sport.[réf. nécessaire] Il est désigné personne la plus influente du monde du sport par Sports Business Journal en 2014 et 2016.

## Commissaire de la NBA
Le 25 octobre 2012, il est choisi à l’unanimité par le conseil d'administration de la NBA pour devenir le 5e commissaire de la NBA et remplacer David Stern, partant à la retraite, à partir du 1er février 2014.
Le 29 avril 2014, il exclut Donald Sterling, le propriétaire des Clippers de Los Angeles, de la NBA à la suite de propos racistes. Il le condamne également à une amende de 2,5 millions de dollars, le maximum autorisé par la constitution de la NBA.
En 2019, il souligne la volonté de la ligue de développer la place des femmes dans le corps arbitral et chez les entraineurs. 